# Hiyal
Hiyal (arabisch حيل, DMG ḥiyal, Singular hīla حيلة, DMG ḥīla) sind im islamischen Recht bestimmte Kniffe, die angewandt werden, um normative Beschränkungen der Scharia zu umgehen. Der Schein der Legalität wird dabei gewahrt.

## Beispiele für Hiyal
Ein typisches Beispiel für derartige Rechtskniffe ist der doppelte Kauf (arabisch بيعتان في بيعة baiʿatān fī baiʿa) zur Umgehung des koranischen Zinsverbots. Beim doppelten Kauf schließen zwei Vertragspartner über dieselbe Sache gleichzeitig zwei Kaufverträge ab, die jeweils einen unterschiedlichen Kaufpreis und eine unterschiedliche Lieferfrist beinhalten. Der erste Vertrag sieht vor, dass der faktische Darlehensgeber bei der Sitzung die betreffende Sache dem faktischen Darlehensnehmer sofort abkauft (Kassakauf), der zweite Vertrag legt nach Art eines Termingeschäfts fest, dass der Darlehensnehmer nach einer festgelegten Frist die Sache zu einem höheren Preis wieder zurückkauft (Terminverkauf). Somit ergibt sich faktisch ein Lieferantenkredit. Der Zinssatz ergibt sich aus der Differenz zwischen erstem und zweitem Kaufpreis, verteilt auf das Zeitintervall zwischen den beiden Geschäften. Gleichzeitig bekommt der Darlehensgeber bei diesem Doppelkauf die gekaufte Sache als Teil-Sicherheit. Derartige Geschäfte wurden im Mittelalter auch muchātara oder ʿīna genannt.
Ein anderes Beispiel für eine Hīla ist die Umgehung der sogenannten schufʿa, des Vorkaufsrechtes des Nachbarn, indem der Verkäufer des Grundstücks dem Käufer zunächst den Grenzstreifen zum Nachbargrundstück schenkt, wodurch dieses Vorkaufsrecht untergeht. Eine Untergruppe der Hiyal bilden die „Eidkniffe“ (maʿārīḍ), doppeldeutige Aussagen, durch die man in einer Zwangslage Schaden abwenden kann, ohne die Sünde einer Lüge auf sich zu laden.

## Geschichte
Das Instrument der Hiyal ist in der hanafitischen Rechtsschule entwickelt worden. Eines der ersten Werke, das zu diesem Thema verfasst wurde, war das „Buch der Auswege bei den Rechtskniffen“ (Kitāb al-maḫāriǧ fī ʾl-ḥiyal) von Muhammad asch-Schaibānī (st. 805), das in seinem Grundbestand auf den Schulgründer Abū Hanīfa zurückgeht. Schon wesentlich ausführlicher ist das „Buch der Kniffe und Auswege“ (Kitāb al-ḥiyal wa-l-maḫāriǧ) des ebenfalls hanafitischen Gelehrten al-Chassāf, der als Hofjurist des abbasidischen Kalifen al-Muhtadi tätig war. Es befasst sich unter anderem mit den Voraussetzungen für die Anwendung der Hiyal.
Aufgrund ihrer großen Popularität in der Rechtspraxis wurden die Hiyal nach einiger Zeit auch in der schafiitischen Rechtsschule anerkannt, obwohl asch-Schāfiʿī selbst diese für harām erklärt hatte. Ab dem 10. Jahrhundert verfassten schafiitische Autoren sogar eigene Hiyal-Werke, von denen sich dasjenige von al-Qazwīnī (st. 1048) erhalten hat. Zwar gab es auch in späterer Zeit noch einige schafiitische Autoritäten, die Bedenken gegen die Anwendung der Hiyal erhoben, wie zum Beispiel al-Ghazali, doch hat im 15. Jahrhundert Ibn Hadschar al-ʿAsqalānī in mehreren Rechtsgutachten diese Auffassung scharf zurückgewiesen und damit bewirkt, dass die Gültigkeit der Hiyal in der schafiitischen Schule kaum noch in Frage gestellt wurde.
In der malikitischen Rechtsschule wurde der Doppelkauf abgelehnt, aber andere Hiyal, wie zum Beispiel die Umgehung des Nachbarschaftsrechts, waren erlaubt. Der stärkste Widerstand gegen die Hiyal regte sich bei den Ashāb al-hadīth und den Hanbaliten. Al-Buchārī widmete ein ganzes Buch seiner Hadith-Sammlung ihrer Bekämpfung. Abū Yaʿlā, der hanbalitische Hof-Kadi des abbasidischen Kalifen al-Qāʾim verfasste im 11. Jahrhundert ein eigenes „Buch zur Ungültigerklärung der Hiyal“ (Kitāb Ibṭāl al-ḥiyal). Aber auch hier setzte sich schließlich eine pragmatischere Haltung durch. Der Hanbalit Ibn Qaiyim al-Dschauzīya differenzierte zwischen drei Arten von Hiyal: 1.) solchen, über deren Nichtigkeit kein Zweifel besteht; 2.) solchen, die zweifellos erlaubt sind, wie die Bekennung des Unglaubens unter Zwang; und 3.) ungeklärten zweifelhaften Hiyal, die allein von Abū Hanīfa anerkannt wurden, von den anderen Rechtsschulengründern jedoch nicht.

## Diskussionen in der Gegenwart
Auch im modernen Islam gibt es noch Vorbehalte gegenüber den Hiyal. In einem Sammelband, der 1971 vom „Obersten Rat für Islamische Angelegenheiten“ in Kairo zusammengestellt wurde, werden die Hiyal verworfen, „weil sie dazu dienen, mit schariatischen Mitteln ein unschariatisches Ziel zu erreichen.“ Eher restriktiv äußerte sich auch Muhammad ʿAbd al-Wahhāb Buhairī, Professor für Hadith und Fiqh an der Azhar-Universität, in seinem Buch „Die Hiyal in der islamischen Scharia“ (al-Ḥiyal fī š-šarīʿa al-islāmīya). Nach seiner Auffassung sind nur sehr wenige Hiyal zulässig, nämlich diejenigen, die keine „Flucht vor den Rechten Gottes oder der Menschen“ beinhalten. Als ein koranisches Modell für derartige erlaubte Hiyal betrachtet er den Bericht über die List, mit der Josef seine Brüder dazu bewog, ihren Bruder Benjamin nach Ägypten zu bringen (Sure 12:58-66). Auch die doppeldeutige Aussage (taʿrīḍ) will Buhairī zulassen, wenn damit Schaden von einem Muslim abgewendet werden kann.
Im Rahmen der seit den 1980er Jahren stärker geführten Diskussion über die eigentlichen „Zwecke der Scharia“ (Maqāṣid aš-šarīʿa) haben sich einige Rechtsgelehrte für eine Wiederbelebung des Rechtsinstruments der Hiyal ausgesprochen, um dem islamischen Recht in der Auseinandersetzung mit den Herausforderungen der Moderne größere Flexibilität zu geben.